# عقاب‌های خال‌دار
عقاب‌های خال‌دار (نام علمی: Clanga) نام یک سرده از تیره بازان است.